# Викомарино (Пјаченца)
Викомарино је насеље у Италији у округу Пјаченца, региону Емилија-Ромања.
Према процени из 2011. у насељу је живело 192 становника. Насеље се налази на надморској висини од 271 м.